# Laattaansaari (ö, lat 62,08, long 28,52)
Laattaansaari är en ö i Finland. Den ligger i sjön Haukivesi och i kommunen Rantasalmi i den ekonomiska regionen  Nyslotts ekonomiska region  och landskapet Södra Savolax, i den sydöstra delen av landet, 280 km nordost om huvudstaden Helsingfors. Öns area är 1,22 kvadratkilometer och dess största längd är 2,9 kilometer i sydöst-nordvästlig riktning.